# Ostapovka
Ostapovka - Остаповка (rus) - és un poble de l'óblast de Bélgorod, a Rússia. El 2010 tenia 100 habitants. Pertany al districte (raion) de Novi Oskol.